# Сеспедес, Борис
Борис Адриан Сеспедес (исп. Boris Adrián Céspedes; род. 19 июня 1995, Санта-Крус-де-ла-Сьерра) — боливийский футболист, полузащитник клуба «Ивердон-Спорт» и сборной Боливии.

## Клубная карьера
Сеспедес — воспитанник швейцарского клуба «Серветт». 12 августа 2013 года в матче против «Шаффхаузена» он дебютировал в Челлендж-лиге. 1 сентября в поединке против «Лугано» Борис забил свой первый гол за «Серветт». В 2014 году он выступал за «Этуаль» на правах аренды. В 2019 году Сеспедес помог команде выйти в элиту. 21 июля в матче против «Янг Бойз» он дебютировал в швейцарской Супер-лиге. 

## Международная карьера
10 октября 2020 года в отборочном матче чемпионата мира 2022 против сборной Бразилии Сеспедес дебютировал за сборную Боливии. 18 ноября в поединке против Парагвая Борис забил свой первый гол за национальную команду.
В 2021 году Сеспедес попал в заявку на участие в Кубке Америки в Бразилии. На турнире он сыграл в матчах против   команд Аргентины и Парагвая.

### Голы за сборную Боливии
| #   | Дата           | Место                                    | Противник | Счёт | Результат | Соревнование                     |
| --- | -------------- | ---------------------------------------- | --------- | ---- | --------- | -------------------------------- |
| 01. | 18 ноября 2020 | Дефенсорес дель Чако, Асунсьон, Парагвай | Парагвай  | 1:2  | 2:2       | Чемпионат мира 2022 квалификация |